# São Paulo Challenger 1988
Il São Paulo Challenger 1988 è stato un torneo di tennis facente parte della categoria ATP Challenger Series nell'ambito dell'ATP Challenger Series 1988. Il torneo si è giocato a San Paolo in Brasile dal 21 al 27 marzo 1988 su campi in cemento.

## Vincitori

### Singolare
Alberto Mancini ha battuto in finale  Fernando Roese con il punteggio di 4–6, 6–3, 6–4

### Doppio
Pablo Albano /  Dácio Campos hanno battuto in finale  Gustavo Luza /  Alberto Mancini con il punteggio di 7–5, 6–4